# Unter Verdacht (Star Trek: Deep Space Nine)
Unter Verdacht (Originaltitel: A Man Alone) ist die vierte Folge der ersten Staffel der US-amerikanischen Science-Fiction-Fernsehserie Star Trek: Deep Space Nine. Sie wurde in den Vereinigten Staaten über Syndication vermarktet und erstmals am 17. Januar 1993 auf verschiedenen Fernsehsendern ausgestrahlt. In Deutschland war sie zum ersten Mal am 6. Februar 1994 in einer synchronisierten Fassung auf Sat.1 zu sehen.

## Handlung
Im Jahr 2369 versuchen die neuen Besatzungsmitglieder von Deep Space Nine sich auf der Raumstation einzuleben. Der junge Stationsarzt Julian Bashir ist interessiert an der Wissenschaftsoffizierin Jadzia Dax. Sie mag ihn auch, gibt ihm aber zu verstehen, dass sie kein romantisches Interesse an ihm hat. Dr. Bashir lässt aber nicht locker und entwickelt eine gewisse Eifersucht, da sie viel Zeit mit Commander Benjamin Sisko verbringt. Keiko O’Brien, die Frau des Chefingenieurs Miles O’Brien, fühlt sich nutzlos, da sie auf der Station ihrer früheren Tätigkeit als Botanikerin nicht mehr nachgehen kann. Siskos jugendlicher Sohn Jake ist auf der Suche nach gleichaltrigen Freunden und macht schließlich die Bekanntschaft des Ferengi Nog. Die beiden verbringen etwas Zeit miteinander und kommen schließlich auf die Idee, einigen Restaurantbesuchern einen Streich zu spielen, wodurch sie sich aber Ärger mit dem Sicherheitsdienst der Station einhandeln.
Sicherheitschef Odo fällt währenddessen ein Gast in Quarks Bar auf, den er als unerwünscht betrachtet und der Station verweisen möchte. Odos rüdes Verhalten ruft Sisko auf den Plan. Odo erklärt ihm, der Mann sei ein Bajoraner namens Ibudan. Während der cardassianischen Besatzung von Bajor lebte er auf Deep Space Nine und schmuggelte Medikamente. Dabei war er aber nur auf seinen eigenen Profit aus und ließ auch Bajoraner sterben, die seine Preise nicht bezahlen konnten. Für den Mord an einem Cardassianer, der Bestechungsgeld verlangte, wurde Ibudan zu einer Haftstrafe verurteilt. Nach dem Ende der Besatzung erhielt er von der neuen bajoranischen Regierung aber eine Amnestie. Sisko zeigt Verständnis für Odos Sichtweise, doch er verlangt, dass Ibudan als ein akzeptierter Gast behandelt wird, sofern ihm keine aktuellen Verbrechen nachzuweisen sind. Odo beugt sich Siskos Anweisung, bringt aber deutlich seinen Widerwillen zum Ausdruck. Einige Stunden später wird Ibudan in einer Holosuite tot aufgefunden. Eine Untersuchung ergibt, dass die Tür der Holosuite nur zweimal geöffnet wurde: Einmal, als Ibudan sie betrat, und das zweite Mal, als der Mörder sie verließ. Der Mörder muss also auf einem anderen Weg als durch die Tür hineingekommen sein. Dies macht Odo zu einem Hauptverdächtigen, da er ein Formwandler ist und auch durch enge Ritzen und Schächte kriechen kann. Verstärkt wird der Verdacht durch die Aussage eines bajoranischen Geschäftsmannes namens Zayra, der behauptet, Ibudan habe ihm gegenüber kurz vor seinem Tod die Befürchtung geäußert, Odo wolle ihn ermorden. Odo untersucht Ibudans Quartier aus dem Transportschiff, mit dem er auf die Station gekommen ist. Ihm fällt auf, dass es sich um eine Doppelkabine handelt, obwohl er allein gereist ist. Er findet aber auch Ibudans Terminkalender und dort ist für den Zeitpunkt seines Todes ein Treffen mit Odo eingetragen. Da Odo für den fraglichen Zeitpunkt kein Alibi hat, bleibt Sisko keine Wahl, als ihn vorübergehend vom Dienst zu entbinden.
Keiko O’Brien hat unterdessen die Idee, eine Schule zu gründen, die bisher auf der Station fehlt. Sisko findet die Idee gut und sagt ihr Unterstützung zu. Sie macht sich sogleich daran, auch die auf Deep Space Nine lebenden Eltern von der Idee zu begeistern.
Dr. Bashir findet bei einer weiteren Inspektion von Ibudans Quartier einen zerstörten Probenbehälter. Gemeinsam mit Dax untersucht er die verbliebenen Probenreste und lässt sie in einer Nährflüssigkeit heranwachsen. Während eines gemeinsamen Essens versichert Sisko Dr. Bashir, dass er ihn nicht als Konkurrenten zu fürchten braucht. Dax ist eine vereinigte Trill und auch wenn er Jadzia, die neue Wirtin des Dax-Symbionten, noch nicht lange kennt, so war doch der vorherige Wirt, der kürzlich verstorbene Curzon, viele Jahre lang ein väterlicher Freund für Sisko gewesen. Daher ist er auch an Jadzia nur rein freundschaftlich interessiert.
Währenddessen spitzt sich die Lage im Mordfall Ibudan zu. Zayra beginnt, die Leute gegen Odo aufzuwiegeln. Sein Büro wird verwüstet und ein wütender Mob verfolgt ihn. Sisko muss die Leute mit Waffengewalt davon abhalten, Odo etwas anzutun. Schließlich vermeldet Dr. Bashir, er habe ganz neue Erkenntnisse: Das, was in seinem Labor heranwächst, ist ein Klon von Ibudan. Dieser weist einen für Klone typischen Genzerfall auf. Erstaunlicherweise hat er denselben Zerfall aber auch an der Leiche festgestellt. Der Tote ist also ebenfalls ein Klon und der echte Ibudan ist mutmaßlich noch am Leben und hat den ganzen Vorfall wohl nur inszeniert, um Odo zu schaden. Odo macht sich auf die Suche. Er identifiziert einen älteren Bajoraner namens Lamonay S., der auf der Passagierliste eines abfliegenden Raumschiffs steht, aber auf keiner Ankunftsliste zu finden ist. Tatsächlich handelt es sich um den maskierten Ibudan. Odo verhaftet ihn, da auch die Tötung des eigenen Klons als Mord betrachtet wird. Der zweite Klon in Dr. Bashirs Labor ist nach zwei Tagen ausgewachsen und beginnt ein neues Leben.
Keiko O’Briens Schule ist nun eingerichtet. Mit ein wenig Verspätung treten schließlich Jake, Nog und zwei bajoranische Kinder ein und der Unterricht kann beginnen.

## Verbindungen zu anderen Star-Trek-Produktionen
Die beiden Ferengi Rom und Nog hatten ihren ersten Auftritt bereits im Pilotfilm Der Abgesandte. Rom blieb dort noch namenlos. Erst in Unter Verdacht wurde etabliert, dass Rom und Nog Vater und Sohn sind.
Dies ist die erste Folge, in der angedeutet wird, dass der Tag auf Deep Space Nine in 26 Stunden unterteilt ist.

## Produktion
Unter Verdacht wurde als dritte Folge der ersten Staffel produziert, aber erst als vierte ausgestrahlt.

### Drehbuch
Michael Piller hatte die Idee, in dieser Folge mehrere ineinander verzahnte Geschichten zu erzählen. Für die Haupthandlung um Odo griff er auf einen Drehbuchentwurf von Gerald Sanford zurück und die beiden entwickelten ihn gemeinsam weiter. Schließlich ergänzte Piller zwei Nebenhandlungen um Keiko O’Brien und um die Dreiecksbeziehung zwischen Bashir, Dax und Sisko.

### Darsteller
Rosalind Chao und Hana Hatae haben hier ihren ersten Auftritt als Keiko und Molly O’Brien in der Serie Star Trek: Deep Space Nine. Chao hatte Keiko O’Brien zuvor bereits in acht Folgen von Raumschiff Enterprise – Das nächste Jahrhundert gespielt und verkörperte sie insgesamt in 19 Folgen von Star Trek: Deep Space Nine. Hatae hatte Molly O’Brien zuvor bereits in einer Folge von Raumschiff Enterprise – Das nächste Jahrhundert gespielt und verkörperte sie insgesamt in elf Folgen von Star Trek: Deep Space Nine.
Peter Vogt, Darsteller eines Bajoraners, hatte zuvor bereits einen Romulaner in Folge 3.20 (Der Telepath) von Raumschiff Enterprise – Das nächste Jahrhundert gespielt. Er spielte später noch einen Kradin in Folge 4.04 (Nemesis) von Star Trek: Raumschiff Voyager.
Stephen James Carver, Darsteller von Ibudan, hatte zuvor bereits einen klingonischen Steuermann in Folge 5.01 (Der Kampf um das klingonische Reich, Teil II) von Raumschiff Enterprise – Das nächste Jahrhundert gespielt. Er spielte später noch einen Borg in Folge 6.26 (Angriff der Borg, Teil I) von Raumschiff Enterprise – Das nächste Jahrhundert.
Scott Trost, Darsteller eines bajoranischen Offiziers, hatte zuvor bereits Fähnrich bzw. Lieutenant Shipley in zwei Folgen von Raumschiff Enterprise – Das nächste Jahrhundert gespielt.
Diana Cignoni war bereits im Pilotfilm Der Abgesandte von Star Trek: Deep Space Nine als Dabo-Mädchen zu sehen.

### Modelle
Für das Transportschiff wurde das modifizierte Modell des Frachters Batris aus Folge 1.20 (Worfs Brüder) von Raumschiff Enterprise – Das nächste Jahrhundert wiederverwendet.

## Rezeption
Keith DeCandido bewertete Unter Verdacht 2013 auf tor.com als eine ziemlich schlechte Folge von Star Trek: Deep Space Nine. Die eigentliche Kriminalgeschichte fand er recht oberflächlich und klischeebeladen sowie ihre Auflösung sehr unglaubwürdig. Auch störte ihn, dass das weitere Schicksal von Ibudans zweitem Klon einfach mit einem Logbucheintrag beiseite gewischt wurde. Noch schlimmer fand DeCandido die Nebenhandlung um Keiko O’Brien. War sie in Raumschiff Enterprise – Das nächste Jahrhundert noch eine interessante Figur, wurde mit dem Wechsel nach Star Trek: Deep Space Nine auf die Rolle der nörgelnden Ehefrau reduziert, was weder der Figur noch ihrer Schauspielerin gerecht wurde. Dass sie ihre Tätigkeit als Botanikerin aufgibt, um als Lehrerin zu arbeiten, fand DeCandido einerseits unverständlich, andererseits auch geringschätzig gegenüber dem Lehrerberuf, denn das Drehbuch vermittelt, dass ihn eigentlich jeder ohne besondere Ausbildung ausüben könne. Über die Behandlung von Keiko O’Brien hinaus stellte DeCandido noch weitere sexistische Elemente in der Folge fest, etwa das Gespräch von Quark und Odo über Kompromisse in einer Ehe oder Bashirs Hinterherstellen von Dax. Weiterhin fand er die Einführung der Freundschaft zwischen Jake und Nog recht lahm.